# Лю Тяньхуа
Лю Тяньхуа (упрощенный китайский: 刘天华; традиционный китайский: 劉天華; пиньинь: Liú Tiānhuá; 4 февраля 1895, Цзянъинь — 4 июня 1932) — китайский музыкант, композитор и общественный деятель. Автор и исполнитель произведений на инструментах эрху и пипа. Младший брат поэта Лю Баньнуна (Liu Banning) (1891—1934).
В 1922 году стал преподавателем музыки в Пекинском университете. В 1927 году выступил одним из создателей «Общества по реформированию китайской музыки». Внёс значительный вклад в развитие этого вида искусства в стране, выступая за симбиоз национальной и европейской музыкальных культур. Помимо прочего модернизировал древнюю китайскую систему записи нот гонгчи, приблизив её к используемой на западе.
В качестве композитора известен многочисленными произведениями для китайских инструментов эрху и пипа, среди которых ряд этюдов. Усовершенствовал конструкцию эрху, внедрив струны из металла и изменив их настройку так, что они стали соответствовать средним струнам скрипки. Фактически сделал эрху академическим инструментом (до начала XX века эрху, в основном, был инструментом уличных музыкантов), в своих произведениях раскрыл его возможности в качестве солирующего в оркестре.
Воспитал нескольких учеников, в числе которых Цзян Фэнчжи и Чэнь Чжэньдуо.

## Композиции
'Erhu'
- Bìng Zhōng Yín (病 中 吟) 1918 (Монолог неудачника)

- Yuè Yè (月夜) 1924 (Лунная ночь)

- Kǔmèn zhī Ōu (苦闷 之 讴) 1926 (Грустные песни)

- Bēi Gē (悲歌) 1927 (Песня-плач)

- Лианг Сяо (良宵) 1928 (Прекрасный вечер)

- Xián Jū Yín (闲居 吟) 1928 (Чтение на досуге)

- Kōng Shān Niǎo Yǔ (空 山 鸟语) 1928 (Пение птиц в пустынной горе)

- Гуангминг Синг (光明 行) 1931 (Яркость)

- Ду Сиан Као (独 弦 操) 1932 (Этюд на одной струне)

- Zhú Yĭng Yáo Hóng (烛影摇红) 1932 (Мерцающие тени свечей)

- Упражнения для эрху № 1 — 47

'Пипа'
- Ги Джин Као (改進 操) (Улучшенный этюд)

- Сюй Лай (虛 籟) 1929 (Звук пустоты)